# مايك رامزي (لاعب هوكي الجليد)
مايك رامزي (بالإنجليزية: Mike Ramsey)‏ هو لاعب هوكي الجليد أمريكي، ولد في 3 ديسمبر 1960 في منيابولس في الولايات المتحدة.

## وصلات خارجية
- مايك رامزي على موقع دوري الهوكي الوطني (الإنجليزية)
- مايك رامزي على موقع قاعة مشاهير الهوكي (لاعب أن.إتش.أل) (الإنجليزية)
- مايك رامزي على موقع EliteProspects.com (الإنجليزية)
- مايك رامزي على موقع HockeyDB.com (الإنجليزية)
- مايك رامزي على موقع Hockey-Reference.com (الإنجليزية)
- مايك رامزي على موقع أوليمبيديا (الإنجليزية)